# Clossiana rabesina
Clossiana rabesina är en fjärilsart som beskrevs av Cabeau 1922. Clossiana rabesina ingår i släktet Clossiana och familjen praktfjärilar. Inga underarter finns listade i Catalogue of Life.